# 常德市劳动教养管理所
常德市劳动教养管理所是中华人民共和国湖南省常德市的市级劳动教养管理所，隶属于常德市司法局。

## 沿革
该所始建于1983年，原址为一座废弃的农药厂。1992年8月从科级单位晋升至副处级单位。2003年7月又升格为正处级单位。